# Gerhard Kerschbaumer
Gerhard Kerschbaumer (Bressanone, 19 luglio 1991) è un ex mountain biker italiano. Specializzato nel cross country, campione del mondo tra gli Juniores nel 2009 e gli Under-23 nel 2013, ha gareggiato da Elite dal 2013 al 2022, vincendo la medaglia d'argento mondiale nel 2018 e raggiungendo nelo stesso anno il numero uno del Ranking UCI di specialità.

## Carriera
Originario di Verdignes di Chiusa, nel 2009 da Junior gareggiando nel cross country vince coppa del mondo, campionato europeo e campionato italiano di categoria. Nel 2011, al secondo anno di attività tra gli Under-23, esordisce con il Team TX Active Bianchi. In stagione vince il campionato europeo Under-23 di cross country in Slovacchia e la classifica finale di Coppa del mondo Under-23 nella stessa specialità. L'anno dopo, insieme a Marco Aurelio Fontana, rappresenta l'Italia ai Giochi olimpici a Londra, e nel 2013 a Pietermaritzburg si laurea campione del mondo di cross country Under-23.
Dal 2014 al 2016, passato definitivamente tra gli Elite, non riesce a confermarsi agli stessi livelli, chiudendo spesso le gare lontano dai migliori. Nel 2017 entra a far parte del team UCI Torpado-Gabogas, sotto la guida di Mauro Bettin, e durante l'anno vince il suo primo titolo nazionale Elite. Nel 2018, oltre a confermarsi campione nazionale di cross country, si aggiudica per la prima volta una prova di Coppa del mondo Elite, a Vallnord (Andorra), e conquista la medaglia d'argento ai campionati del mondo a Lenzerheide, preceduto solo dal campione olimpico Nino Schurter.
Nel 2021 passa al team Specialized Factory Racing. Il 4 settembre 2022 in Val di Sole corre la sua ultima gara di Coppa del mondo, avendo annunciato il ritiro dalle competizioni il 2 settembre 2022.

## Palmarès
- 2009 (Juniores)[6]

2ª prova Coppa del mondo, Cross country juniores (Offenburg)
3ª prova Coppa del mondo, Cross country juniores (Houffalize)
8ª prova Coppa del mondo, Cross country juniores (Schladming)
Classifica generale Coppa del mondo, Cross country juniores
Campionati del mondo, Staffetta a squadre (Canberra)
Campionati europei, Cross country juniores
Campionati italiani, Cross country juniores
Classifica generale Internazionali d'Italia Under-23
- 2011 (Under-23)[6]

1ª prova Coppa del mondo, Cross country Under-23 (Pietermaritzburg)
4ª prova Coppa del mondo, Cross country Under-23 (Mont-Sainte-Anne)
5ª prova Coppa del mondo, Cross country Under-23 (Windham)
6ª prova Coppa del mondo, Cross country Under-23 (Nové Město na Moravě)
7ª prova Coppa del mondo, Cross country Under-23 (Val di Sole)
Classifica generale Coppa del mondo, Cross country Under-23
Alpago Trophy, Cross country (Chies d'Alpago)
Classifica generale Internazionali d'Italia Under-23
Campionati europei, Cross country Under-23
Campionati italiani, Cross country Under-23
- 2012 (Under-23)[6]

7ª prova Coppa del mondo, Cross country Under-23 (Val d'Isère
- 2013 (Under-23)[6]

KitzAlp Bike Festival, Cross country (Kirchberg in Tirol)
Campionati del mondo, Staffetta a squadre (Pietermaritzburg)
Campionati del mondo, Cross country Under-23 (Pietermaritzburg)
- 2015[6]

Grazer Bike Opening, Cross country (Stattegg)
KitzAlp Bike Festival, Cross country (Kirchberg in Tirol)
- 2017[6]

KitzAlp Bike Festival, Cross country (Kirchberg in Tirol)
Campionati italiani, Cross country
- 2018[6]

Grazer Bike Opening, Cross country (Stattegg)
KitzAlp Bike Festival, Cross country (Kirchberg in Tirol)
Alpago Trophy, Cross country (Chies d'Alpago)
5ª prova Coppa del mondo, Cross country (Vallnord)
Campionati italiani, Cross country
8ª prova Swiss Bike Cup, Cross country (Lugano)
- 2019[6]

Verona MTB International, Cross country (Verona)
Kamptal-Klassik-Trophy, Cross country (Langenlois)
4ª prova Internazionali d'Italia Series - Aprutium Race, Cross country (Pineto)
Raiffeisen Österreich Grand Prix, Cross country (Windhaag bei Perg)
5ª prova Internazionali d'Italia Series, Cross country (La Thuile)
6ª prova Swiss Bike Cup, Cross country (Andermatt)
Campionati italiani, Cross country
- 2021[6]

Internazionali d'Italia Series - Valle di Casies Trophy, Cross country (Valle di Casies)
- 2022[6]

Raiffeisen Österreich Grand Prix, Cross country (Windhaag bei Perg)
Campionati italiani, Cross country

## Piazzamenti

### Competizioni mondiali
- Campionati del mondo di mountain bike[6]

Val di Sole 2008 - Staffetta: 3º
Canberra 2009 - Staffetta: vincitore
Canberra 2009 - Cross country Junior: vincitore
Mont-Sainte-Anne 2010 - Staffetta: 5º
Mont-Sainte-Anne 2010 - Cross country Under-23: 5º
Champéry 2011 - Staffetta: 3º
Champéry 2011 - Cross country Under-23: 6º
Saalfelden 2012 - Cross country Under-23: 7º
Pietermaritzburg 2013 - Staffetta: vincitore
Pietermaritzburg 2013 - Cross country Elite: vincitore
Hafjell 2014 - Cross country Elite: 20º
Vallnord 2015 - Cross country Elite: 41º
Nové Město na Moravě 2016 - Cross country Elite: 31º
Cairns 2017 - Cross country Elite: 13º
Lenzerheide 2018 - Staffetta: 4º
Lenzerheide 2018 - Cross country Elite: 2º
Mont-Sainte-Anne 2019 - Cross country Elite: 5º
Leogang 2020 - Cross country Elite: 17º
Val di Sole 2021 - Cross country short track: 18º
Val di Sole 2021 - Cross country Elite: 17º
Les Gets 2022 - Cross country Elite: 29º
- Giochi olimpici

Londra 2012 - Cross country: 13º
Tokyo 2020 - Cross country: 20º

### Competizioni continentali
- Campionati europei di mountain bike[6]

Zoetermeer 2009 - Cross country Junior: vincitore
Haifa 2010 - Cross country Under-23: 8º
Dohňany 2011 - Cross country Under-23: vincitore
Mosca 2012 - Cross country Under-23: 25º
Berna 2013 - Cross country Under-23: 8º
St. Wendel 2014 - Cross country eliminator: 31º
St. Wendel 2014 - Cross country Elite: 32º
Huskvarna 2016 - Cross country Elite: 10º
Darfo Boario Terme 2017 - Staffetta: 3º
Darfo Boario Terme 2017 - Cross country Elite: 25º
Brno 2019 - Cross country Elite: 16º
Monte Tamaro 2020 - Cross country Elite: 6º
Monaco di Baviera 2022 - Cross country Elite: 27º
- Giochi europei

Baku 2015 - Cross country: 4º